# CKEditor
CKEditorは、旧名FCKeditorであり、CKEditorの最初のバージョンである。CKEditorはオープンソースのWYSIWYGテキストエディタでWebページ上で使うことができる。軽量でクライアント側に何かをインストールする必要がない。
中核部分はJavaScriptで書かれており、サーバ側インタフェースとしてはActive-FoxPro、ASP、ASP.NET、ColdFusion、Java、JavaScript、Lasso、Perl、PHP、Pythonに対応している。
2023年1月時点の最新版のCKEditor 5はChrome、Firefox、Safari、Opera、Edgeの主要なウェブブラウザおよび、Electron上での動作をサポートしている。

## 名称について
FCKという名称は、Frederico Caldeira Knabbenの略で、プロジェクト創始者で "Benevolent Dictator for Life"（BDFL、優しい終身の独裁者）でもある個人の名前である。英語のよく知られている低俗な単語に似ているが、当人はブラジル人であり、リリースして指摘されるまでそのことに気づかなかった。このため、ダウンロード数が300万を超えた後、v3.0からはCKEditorに改称された。現在はv4とv5にバージョンアップし、v3.0は使用を終了している。